# Оспельт, Джастин
Джастин Оспельт (нем. Justin Ospelt; род. 7 сентября 1999, Нассау) — лихтенштейнский футболист, вратарь клуба «Франкфурт» и национальной сборной Лихтенштейна.

## Биография
Родился в багамском городе Нассау, в семье матери родом с Багамских Островов и отца родом из Лихтенштейна. Всё детство вместе с родителями прожил в Лихтенштейне, где и начал свою футбольную карьеру.

## Карьера

### «Вадуц»
Воспитанник лихтенштейнского клуба «Вадуц». В 2017 году был впервые заявлен в основную команду клуба для участия в квалификационных матчах Лиги Европы УЕФА. За клуб в рамках еврокубковых квалификаций не дебютировал и отправился выступать в молодёжной команде. В ноябре 2018 года снова стал подтягиваться к играм с основной командой. Дебютировал за клуб лишь 2 февраля 2019 года в матче Челлендж-лиги против клуба «Сервет». Затем стал регулярно попадать в состав основной команды, однако оставался резервным вратарём. Также в мае 2019 года стал обладателем Кубка Лихтенштейна.
Летом 2019 года закрепился в основной команде клуба в роли резервного вратаря. Первую половину сезона провёл смотря игры со скамейки запасных. Первый свой матч сыграл 30 июня 2020 года, вскоре после возобновления чемпионата из-за пандемии COVID-19, против клуба «Шаффхаузен», где на 14 минуте вышел на замену вместо травмированного Беньямина Бюхеля. Затем остаток сезона провёл в роли основного вратаря и вместе с клубом стал серебряным призёром в Челлендж-лиге, тем самым отправившись в стыковые матчи. В первом стыковом матче 7 августа 2020 года против клуба «Тун» вышел в стартовом составе, однако затем был заменён на 28 минуте. По итогу вместе с клубом смог выйти в Суперлигу. 
В августе 2020 года начал сезон с квалификационного матча Лиги Европы УЕФА против мальтийского клуба «Хибернианс», в котором сам игрок просидел весь матч на скамейке запасных. В самом швейцарском чемпионате футболист также оставался игроком скамейки запасных. Дебютировал в Суперлиге 24 октября 2020 года в матче против «Цюриха». Затем за сезон провёл лишь еще 1 матч. 

#### Аренда в «Юрдинген 05»
В августе 2021 года на правах годовой аренды отправился в немецкий клуб «Юрдинген 05». Дебютировал за клуб 21 августа 2021 года в матче против клуба «Боннер», где был впоследствии заменён из-за полученной травмы в конце первого тайма. Вскоре в клубе сообщили о том, что футболист получил мышечную травму колена, которая потребовала хирургического вмешательства. Вернулся в распоряжение клуба лишь в декабре 2021 года, но занял роль резервного вратаря. Провёл за клуб всего лишь 5 матчей и по окончании арендного соглашения покинул клуб. 

#### Аренда в «Дорнбирн 1913»
В июле 2022 года футболист отправился в аренду в австрийский клуб «Дорнбирн 1913». Дебютировал за клуб 15 июля 2022 года в матче Кубка Австрии против клуба «Юнион Фёкламаркт». Первый матч во Второй Лиге сыграл 23 июля 2022 года против клуба «Санкт-Пёльтен». На протяжении сезона в клубе был основным вратарём, отличившись 5 «сухими» матчами. По окончании срока арендного соглашение покинул австрийский клуб. 

### «Франкфурт» Франкфурт-на-Майне
В июне 2023 года футболист перешёл в немецкий клуб «Франкфурт» из города Франкфурт-на-Майне. Дебютировал за клуб 8 августа 2023 года в матче против клуба «Шотт Майнц».

## Международная карьера
Выступал в юношеских сборных Лихтенштейна до 17 лет и до 19 лет. В 2017 году вместе с молодёжной сборной Лихтенштейна отправился на квалификационные матчи молодёжного чемпионата Европы. Дебютировал за молодёжную сборную лишь 11 сентября 2018 года в матче против Швейцарии. 
В октябре 2018 года попал в заявку национальной сборной Лихтенштейна, вместе с которой в роли резервного вратаря отправился на матчи Лиги наций УЕФА. Дебютировал за сборную 7 октября 2020 года в товарищеском матче против сборной Люксембурга. 

## Достижения
«Вадуц»
- Обладатель Кубка Лихтенштейна: 2018/19